# Quark (Star Trek)
Quark és un personatge fictici de la sèrie de televisió americana Star Trek: Deep Space Nine. Va ser interpretat per Armin Shimerman i és membre de la raça extraterrestre coneguda com els ferengi, que són estereotípicament capitalistes i només estan motivats pel benefici.

## Representació
Quark va ser presentat a la televisió el 1993, a l'estrena en dues parts de Star Trek: Deep Space Nine "Emissary".
Parlant de la seva representació de Quark, Shimerman va dir que el personatge va desenvolupar-se significativament durant l'inici de la sisena temporada de "Deep Space Nine", durant un arc argumental en què el Domini va prendre el control de l'estació Espai Profund 9:
| « | Aviat aprèn que, tot i que les coses poden semblar bones sota el govern del Domini i la vida és força bona, encara no tenen llibertat, i cal lluitar per ella. Quark era una d'aquelles persones il·lusionades que pensaven: "Això està bé, tots podem fer el que volem fer", i no es van adonar que la llibertat era més important que les comoditats. ... Com qualsevol personatge comú a la literatura, Quark ha de passar per una certa agitació abans d'adonar-se de la veritat. | » |

Max Grodénchik, que va ser escollit com el germà de Quark Rom, originalment va fer una audició per al paper de Quark; més tard va dir: "Vaig conèixer una mica l'Armin durant el procés d'audició. Tenia molta més història amb la sèrie."
Karen Westerfield va fer el maquillatge de Quark durant tot Star Trek: Deep Space Nine. Shimerman va dir: "Sempre dic que la Karen va ajudar a crear Quark tant com jo". També va dir de Westerfield: "Va ser idea seva posar-me l'ombra bruna al voltant dels ulls. El maquillatge accentuava els ulls, de manera que es podien veure millor. Els altres personatges ferengi no tenien això, i va marcar una gran diferència".

### Carrera
Abans d'obrir un bar, conegut com a "Quark's Bar, Grill, Gaming House and Holosuite Arcade", Quark va treballar de cuiner a bord d'un carguero ferengi durant vuit anys, segons l'episodi de Star Trek: Deep Space Nine "Profit and Loss". Segons la seva pròpia admissió, estava ascendint al cim del món empresarial ferengi com a ajudant del Gran Nagus fins que va cometre l'error de fer l'amor amb la germana del seu cap, cosa que va resultar en convertir-se en cuiner. Va arribar a l'estació mentre es deia Terok Nor durant l'ocupació cardassiana de Bajor. Originalment, Quark admirava la raça cardassiana per la seva versió de la moralitat, però més tard va semblar tenir llàstima del poble oprimit bajorà, venent-los menjar i equipament just per sobre del cost, cosa que podria haver-lo ficat en greus problemes si els cardassians ho haguessin descobert. Quan l'estació va canviar de mans al final de l'ocupació, va decidir marxar. El comandant Sisko, sentint que el Bar de Quark (que oferia holosuites i jocs d'atzar) fomentarien el turisme comercial per impulsar l'economia de l'estació, van extorquir Quark perquè s'hi quedés, utilitzant el nebot de Quark Nog com a moneda de canvi, a l'episodi pilot de Deep Space Nine, "Emissary".
Quark participa en diversos tractes dubtosos, però ni Sisko ni Odo, l'enemic nominal de Quark i cap de seguretat de l'estació, prenen mesures serioses contra ell, en part perquè el seu valor supera les seves nombroses activitats il·legals, que en la seva major part no perjudiquen ningú. A més, l'estatus de l'estació com a, tècnicament, propietat de Bajor i, per tant, només nominalment una estació de la Federació, de vegades impedia que Sisko processés Quark amb tota la intensitat de la llei de la Federació; a Sisko no se li permetia tanta llibertat amb criminals que també eren ciutadans de la Federació, com ara la seva pròpia amant, Kasidy Yates, a qui Sisko va ser obligat a arrestar una vegada per tràfic de replicadors il·lícits quan, en la mateixa ocasió, es va veure obligat a concedir una amnistia relativa a Quark per tràfic d'"armes" il·lícites. A l'episodi "Business as Usual", Sisko admet que "li havia donat [a Quark] molta indulgència en el passat [i] fins i tot havia mirat cap a una altra banda una o dues vegades quan [podria] haver-lo castigat durament". Tanmateix, la clemència de Sisko no impedeix que Odo interfereixi regularment amb les accions il·legals de Quark. Com a astut home de negocis, Quark cita sovint les regles d'adquisició Ferengi. En un episodi, "Civil Defense", quan Quark i Odo estan atrapats a l'oficina d'Odo mentre Espai Profund 9 està a punt d'explotar, Quark lamenta el fet que, malgrat tota una vida de conspirar i seguir fidelment les regles d'adquisició, l'única cosa que posseeix és un bar; Odo intenta animar Quark dient-li que, tot i que coneix ferengis que són més rics que Quark, Quark és el ferengi més tortuós que Odo ha conegut mai.
Quan es descobreix el forat de cuc bajorà, Quark ajuda a negociar tractes entre diverses races del Quadrant Gamma i els ferengis. El primer coneixement del Quadrant Alfa sobre el Domini prové dels seus tractes comercials al Quadrant Gamma amb el Karemma del Domini. Quark es converteix en Gran Nagus durant un breu període quan sembla que Zek ha mort; Tanmateix, la mort de Zek resulta ser una estratagema i Quark és deposat immediatament. Juntament amb el comandant Sisko, Quark també és un dels primers a trobar-se amb els soldats modificats genèticament del Domini, els Jem'Hadar.
Quark s'enfronta repetidament amb el liquidador de la FCA (Autoritat de Comerç Ferengi), Brunt, que creu que Quark és perjudicial per a la societat i les creences ferengi. Els dos es coneixen inicialment en un escàndol que involucra la mare de Quark, Ishka, que havia obtingut beneficis tot i que això era il·legal per a una dona. Després d'això, Brunt és responsable que Quark rebés una pallissa salvatge a mans de sicaris nausicaan. L'atac pretén coaccionar Quark perquè dissolgui el sindicat d'empleats fundat pel seu germà, Rom. En canvi, Quark respecta en secret moltes de les demandes del sindicat. Més tard, quan a Quark li diagnostiquen falsament una malaltia mortal, Brunt compra anònimament les restes del cambrer ferengi sis dies abans. Quan Quark descobreix que no s'està morint i rescindeix el contracte, Brunt revoca la llicència comercial de Quark amb alegria, però els amics de Quark li proporcionen tot l'equip necessari per continuar operant el seu bar de totes maneres. (Body Parts) (La llicència es restableix més tard com a part d'un acord entre Quark i Brunt per separar Zek i Ishka, que havien començat una relació.) Quan Brunt gairebé es converteix en Gran Nagus, Quark es converteix temporalment en una dona anomenada Lumba per convèncer la comissària de la FCA Nilva que permetre que les dones ferengi portin roba és una oportunitat de beneficis. Brunt no es creu la farsa ni per un minut, però Nilva és enganyada i la persegueix amorosament. Després que Quark sigui transportat accidentalment 400 anys en el passat a Roswell, Nou Mèxic, el 1947, somia amb alterar el continu espai-temps mitjançant la creació d'un vast Imperi econòmic ferengi a través de l'univers amb ell mateix al càrrec ("Little Green Men"). En un episodi final de la sèrie, "The Dogs of War", Quark s'horroritza en assabentar-se per Brunt que el Gran Nagus ha "reformat" el món ferengi amb "innovacions" com ara els preus dels suborns oficials; impostos, benestar social i la institució d'un "Congrés" de 240 socis comercials. (En relleu còmic tant Quark com Brunt preguen que Ferenginar torni al capitalisme desenfrenat). Quark promet retornar el món ferengi a l'explotació sense control del capitalisme quan es converteixi en Gran Nagus, però es queda sorprès quan és el seu germà Rom qui es converteix en "Gran Nagus". A l'últim episodi de la sèrie, Quark literalment té l'última línia de la sèrie quan comenta que com més semblen canviar les coses, més es mantenen igual. ("What You Leave Behind")
Quark, Rom i Nog no entenen ni parlen anglès/estàndard de la Federació, sinó que confien en traductors universals implantats a prop de les seves orelles ("Little Green Men").

### Família, amics i interessos romàntics

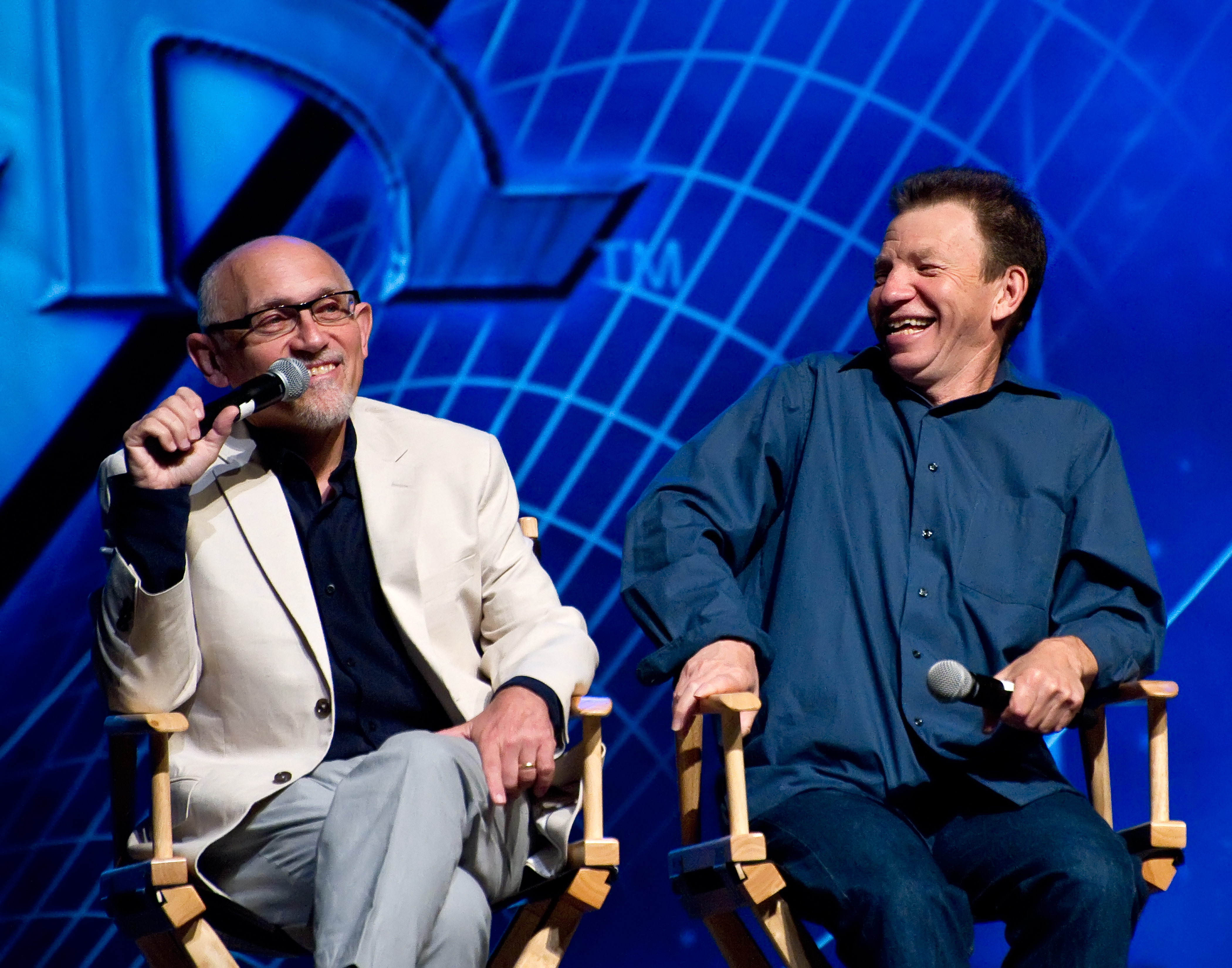
Quark va ser interpretat per Armin Shimerman (esquerra); el seu germà Rom va ser interpretat per Max Grodénchik (dreta)

Quark estimava el seu germà Rom, i de vegades fins i tot el trobava útil. Tanmateix, a la manera més autèntica dels ferengi, tractava Rom amb poc respecte i li donava ordres com a un servent. A Quark també li agradava estafar a Rom amb la seva part dels beneficis del bar. Van ser socis en molts altres negocis, tot i que Quark s'assegurava habitualment de mantenir Rom a les fosques sobre la veritable naturalesa dels seus tractes. El nebot de Quark, Nog, també va treballar breument al bar del seu oncle, abans de marxar cap a l'Acadèmia de la Flota Estel·lar. Rom finalment va succeir a Zek com a Gran Nagus, en gran part a través de les maquinacions d'Ishka.
La relació de Quark amb la seva mare Ishka va ser tumultuosa en el millor dels casos. Ella el portava a la distracció amb les seves maneres poc tradicionals. Ishka insistia a portar roba i obtenir beneficis. Ella era el cervell financer de la família. Tanmateix, el pare de Quark, Keldar, es va negar a escoltar els seus consells simplement perquè era dona. Ishka va revelar a Quark de mala gana que ell s'assemblava molt a ella, mentre que Rom s'assemblava més al seu pare. Ella es va convertir en l'amant i assessora de confiança de Zek.
Al llarg de la sèrie, Quark sovint es va veure immers en una batalla d'enginy amb el cap de seguretat de l'estació Odo, que frustrava regularment els plans criminals de Quark. Amb el temps, tots dos van desenvolupar un respecte mutu a contracor. Quan Odo finalment va deixar l'estació per tornar a unir-se al Gran Enllaç al final de la sèrie, Quark va venir a acomiadar-se i va brindar per Odo. Quark també tenia una ferma amistat amb Jadzia Dax, amb qui sovint jugava al tongo. Tot i que Quark es presentava com a amoral i despietat, es preocupava profundament pels seus amics. A "Move Along Home", quan aparentment es va veure obligat a sacrificar un dels quatre membres de la tripulació (Sisko, Dax, Bashir i Kira) en un estrany joc alienígena, es va negar a prendre una decisió, suplicant per les seves vides.
Quark té una cosina, Gaila, que és traficant d'armes i ha tingut prou èxit com per comprar la seva pròpia lluna. Gaila apareix en dos episodis, "Business as Usual" i "The Magnificent Ferengi", interpretafs per Josh Pais.
Quark ha tingut la seva dosi de romanços al llarg de la sèrie. A la primera temporada, va estar involucrat amb Vash, un arqueòloga corrupta presentat per primera vegada a Star Trek: La nova generació. Estava casat (i divorciat) amb una klíngon (Grilka) en un incident que també li va valer un respecte considerable de la comunitat klíngon per la seva valentia, quan va exposar com el rival del seu marit havia intentat atacar la seva Casa a través de mesures comercials en lloc d'un duel directe i després va provocar aquest rival perquè intentés matar Quark en un duel quan Quark estava desarmat i havia reconegut lliurement que perdria. Tenia una parella cardassiana (Natima Lang), es va demostrar en diverses ocasions que se sentia atret tant per la Major Kira Nerys com per la Tinent Comandant Jadzia Dax, i una vegada va intentar seduir un membre vulcanà dels Maquis (tot i que això pot haver estat motivat pels seus propis esforços per descobrir més sobre el grup). També va tenir una aventura platònica amb Pel, una ferengi que es feia passar per home per obtenir beneficis.
A les novel·les no canòniques ambientades després de la sèrie, Quark inicia una relació romàntica amb Ro Laren, que ha pres el lloc d'Odo com a cap de seguretat.
La versió de Quark de l'univers mirall només va aparèixer una vegada, a l'episodi "Crossover". Al principi sembla molt semblant al seu homòleg habitual (tot i que Quark mirall no té ni idea de què és el "latinum premsat amb or", un element bàsic de la moneda ferengi), però aviat es revela que Quark mirall està ajudant activament els esclaus terran a escapar de la crueltat de l'Aliança Klíngon/Cardassiana. Aquesta versió de Quark finalment és capturada i executada quan es descobreixen les seves activitats.

## Aparicions com a convidat
Armin Shimerman va aparèixer com a Quark a l'episodi de la setena temporada "Star Trek: La nova generació" "El primogènit", on en la conversa queda clar que Riker ja el coneixia, i a l'episodi pilot de "Star Trek: Voyager" El Guardià. Se'l fa referència a l'episodi "Stardust City Rag" de la setena temporada de Star Trek: Picard quan el "Quark's Bar" es veu al planeta "Freecloud" al sistema Alpha Doradus. Shimerma va posar la veu a Quark a la sèrie animada en una aparició com a convidat a l'episodi "Hear All, Trust Nothing" de la temporada 3 de Star Trek: Lower Decks, on es revela que l'establiment de Freecloud és una de les 21 ubicacions franquiciades que Quark ha establert a tot el Quadrant Alfa.

## Mitjans de l'Univers Expandit
Quark apareix a les novel·les de Star Trek publicades per Pocket Books. Això inclou llibres escrits per Shimerman.

## Recepció
El 2016, Screen Rant va classificar Quark com el 17è millor personatge de Star Trek en general, destacant el personatge com un comentari sobre la condició humana. El 2018, The Wrap va classificar Quark com el 25è millor personatge principal del repartiment de Star Trek en general, qualificant-lo de "valuós aliat de Sisko quan les coses van malament".
Al seu llibre de 1998  The Soul of Popular Culture, Mary Lynn Kittelson va assenyalar que Quark permetia als escriptors de Star Trek parlar de temes controvertits sobre diners, beneficis i capitalisme. M. Keith Booker al seu llibre del 2018 Star Trek: A Cultural History va descriure Quark com "el personatge ferengi més important de Star Trek", "personatge principal de DS9" que també és "el primer personatge principal de Star Trek que no és membre de la tripulació". Va assenyalar que el propòsit principal de Quark a la sèrie és alleujament còmic.